# Adolfo Broegg
Adolfo Broegg (1961 – Spello, 23 aprile 2006) è stato un musicista italiano.
Nasce nel 1961. Studia chitarra classica al Conservatorio di Santa Cecilia con Carlo Carfagna, conseguendo il diploma. Nel 1982 Vince il 1º premio all'11º Festival Nazionale di Chitarra di Loreto in duo con Marco Tiburtini. Nel 1984 è tra i fondatori dell'Ensemble Micrologus,
 gruppo per lo studio e l'interpretazione della musica medioevale italiana ed europea.
Con l'Ensemble Micrologus Adolfo Broegg ha registrato 16 CD, vincendo diversi premi discografici internazionali e per due volte il Diapason d'Or dell'anno.
Insieme ai Micrologus ha inciso, tra le altre, le colonne sonore dei film "Ragazzi fuori" di Marco Risi e "Mediterraneo" di Gabriele Salvatores, Premio Oscar 1992.
Negli ultimi anni ha diretto diverse produzioni discografiche, sia nel campo della musica antica che in altri generi musicali.
Nel campo della musica antica, ha svolto attività seminariale e di formazione e specializzazione, sia come liutista che come musicologo, presso importanti strutture internazionali, tra le quali la Cité de la Musique di Parigi, il Centro Internazionale di Ricerca sulla Musica Medievale di Royaumont e nell'ambito dei Corsi Internazionali della Fondazione Italiana per la Musica Antica di Urbino.
Muore improvvisamente a Spello, dove aveva vissuto gran parte della propria vita, il 23 aprile 2006.
Il "Centro Studi Europeo di Musica Medievale" presso la Chiesa di Santa Maria della Consolazione di Prato a Spello è a lui intitolato.

## Discografia parziale
- Amor mi fa cantar, ensemble Micrologus (1989)
- Cantigas de Santa Maria, ensemble Micrologus (1991)
- Landini e i suoi contemporanei, ensemble Micrologus (1994)
- D'amor cantando, ensemble Micrologus (1995)
- In festa, ensemble Micrologus (1995)
- Llibre Vermell, ensemble Micrologus (1996)
- Europe Concordiae, ensemble Micrologus (1997)
- Laude celestiniane della tradizione medievale aquilana, ensemble Micrologus (1997)
- O Yesu dolce, ensemble Micrologus (1997)
- Madre de deus, ensemble Micrologus (1998)
- Cantico della terra, ensemble Micrologus (1998)
- Napolitane villanelle, ensemble Micrologus (1999)
- Laudario di Cortona, ensemble Micrologus (2000)
- Napoli aragonese, ensemble Micrologus (2001)
- Llibre Vermell de Montserrat, ensemble Micrologus (2002)
- Ho un sogno, Anna Oxa (2003)
- Canti di Maggio, ensemble Laus Veris - ensemble Micrologus - Nobilissima Parte de Sopra (2004)
- Le jeux de Robin et Marion, ensemble Micrologus (2004)
- Landini - Fior di dolçezza, ensemble Micrologus (2005)
- Alla festa leggiadra, ensemble Micrologus (2005)
- Aragon en Naples, ensemble Micrologus (2006)
- Io ti racconto,  DVD ensemble Laus Veris (2007)
- Kronomakia, ensemble Micrologus e Daniele Sepe (2008)